# Valdeganga
Valdeganga község Spanyolországban, Albacete tartományban. Lakosainak száma 1961 fő (2024).

## Földrajza
Valdeganga Albacete, Mahora, Fuentealbilla, Jorquera, Casas de Juan Núñez és Chinchilla de Monte-Aragón községekkel határos.

## Népesség
A település lakosságának változását az alábbi diagram mutatja:
| Lakosok száma | 1936 | 1884 | 1908 | 1953 | 1943 | 1928 | 1976 | 2028 | 1947 | 1961 |
|               | 2001 | 2004 | 2006 | 2009 | 2011 | 2014 | 2016 | 2019 | 2021 | 2024 |